# A Winter's Tale
A Winter's Tale är en sång av Queen från albumet Made in Heaven 1995. Texten är den sista som frontmannen Freddie Mercury skrev och sjöng in innan han avled. Låten hamnade som bäst på en sjätte plats på den brittiska singellistan.
Låten skrevs och, åtminstone Freddie Mercurys delar, spelades in i början av 1991, men singeln kom först den 18 december 1995.